# Double animal
Un double animal est, en ethnologie, dans le folklore, en histoire des religions, un animal qui est l'alter ego d'un humain. C'est son double, à l'extérieur, sous forme animale. Cette gémellité peut aller au point que le destin de l'homme et de son double animal sont liés : si l'un meurt, l'autre aussi.
Selon Pierre Smith on désigne comme "double animal" cet alter égo sous 3 conditions : 1) la personne et son double sont distincts ; 2) ils partagent une destinée commune ou une conscience commune ; 3) la personne et son double animal sont complémentaires.

## Exemples
- "Chez les Ekoïs de la région d’Oban, dans le Nigéria méridional, il est très fréquent d’entendre une personne dire d’une autre qu’elle « possède » tel ou tel animal, voulant dire par là qu’elle peut prendre la forme de cet animal. Les gens croient que, par une pratique constante et en vertu de certains secrets héréditaires, un homme peut quitter son corps humain et revêtir celui d’une bête sauvage. D’après eux, outre l’âme qui anime son corps humain, chacun a une « âme de la brousse » qu’il peut de temps en temps envoyer animer le corps de la créature qu’il « possède ». Lorsqu’on désire que son âme de la brousse aille rôder, on boit une potion magique, dont le secret se transmet depuis un temps immémorial, et dont on garde toujours une certaine quantité, prête à être employée, dans un vieux pot de terre mis de côté à cet effet. A peine a-t-il bu le breuvage mystique que l’âme de l’individu s’échappe loin de lui et va flotter invisible à travers la ville pour pénétrer dans la forêt. Là, elle se met à s’enfler et, abritée à l’ombre des arbres, elle prend la forme du double animal de l’homme, qui peut être un· éléphant, un léopard, un buffle, un sanglier ou un crocodile."[2]
- Chez les chamanes toungouses, "le Xargi n'est autre que le double-animal du chamane... Ce sera le Xargi, le double-animal du chamane, son auxiliaire le plus puissant durant la séance. En période de repos, le Xargi ira se cacher dans l'arbre chamanique du clan, un mélèze au fond de la taïga."[3]
- En Mésoamérique, "le tonal est "un animal-compagnon (et un seul) dont est doté tout individu dès sa naissance et dont il partage le sort. L'animal ou tona habite dans une montagne sacrée correspondant à la communauté où vit l'être humain. La force de l'animal est fonction de la catégorie sociale de l'individu. Le lien entre celui-ci et son tona est permanent et définitif."[4]
- En Afrique noire, chez les Dogon "chaque homme a un jumeau dans le monde animal, 'distinct de lui, né en d'autres zones, de forme apparemment hétérogène, mais de même essence et appartenant à la même promotion répercutée jusqu'au ciel' (M. Griaule). Les Diola [Joola] considèrent, de même, que chaque humain a son double dans le monde animal et que la parenté est si réelle que le destin des deux êtres est solidaire."[5]